# Alghero
Alghero település Olaszországban, Szardínia régióban, Sassari megyében; a Riviera del Corallo legfontosabb városa. Lakosainak száma 42 281 fő (2024. január 1.). Alghero Olmedo, Putifigari, Sassari, Uri és Villanova Monteleone községekkel határos. A város lakosságának mintegy 15%-a katalán nemzetiségű. A város zászlaja is Katalónia zászlajához hasonlatos.

## Éghajlat
| Hónap                          | Jan. | Feb. | Már. | Ápr. | Máj. | Jún. | Júl. | Aug. | Szep. | Okt. | Nov. | Dec. | Év   |
| ------------------------------ | ---- | ---- | ---- | ---- | ---- | ---- | ---- | ---- | ----- | ---- | ---- | ---- | ---- |
| Átlagos max. hőmérséklet (°C)  | 13,8 | 14,0 | 15,5 | 17,6 | 22,0 | 26,0 | 29,4 | 29,8 | 26,6  | 22,3 | 17,6 | 14,7 | 20,8 |
| Átlagos min. hőmérséklet (°C)  | 5,8  | 5,7  | 6,5  | 8,3  | 11,5 | 15,0 | 17,4 | 18,0 | 15,8  | 12,8 | 9,1  | 6,8  | 11,1 |
| Átl. csapadékmennyiség (mm)    | 72   | 56   | 62   | 49   | 27   | 17   | 5    | 25   | 38    | 80   | 79   | 63   | 573  |
| Havi napsütéses órák száma     | 127  | 137  | 186  | 216  | 270  | 300  | 350  | 316  | 249   | 202  | 138  | 115  | 2606 |
| Forrás: Servizio Meteorologico |      |      |      |      |      |      |      |      |       |      |      |      |      |

Alghero klímája a tengerparti fekvés miatt enyhébb, télen ritkán megy 5 °C alá a hőmérséklet, ám nyáron fülledt meleg jellemző. Gyakori, hogy Olaszország legmagasabb hőmérsékletét Szardíniában, ezen belül Alghero és Sassari térségében mérik.

## Népesség
A település népessége az elmúlt években az alábbi módon változott:
| Lakosok száma | 43 979 | 20.419 | 42 380 | 42 281 |
|               | 2018   | 2022   | 2023   | 2024   |

## Nyelv és kultúra

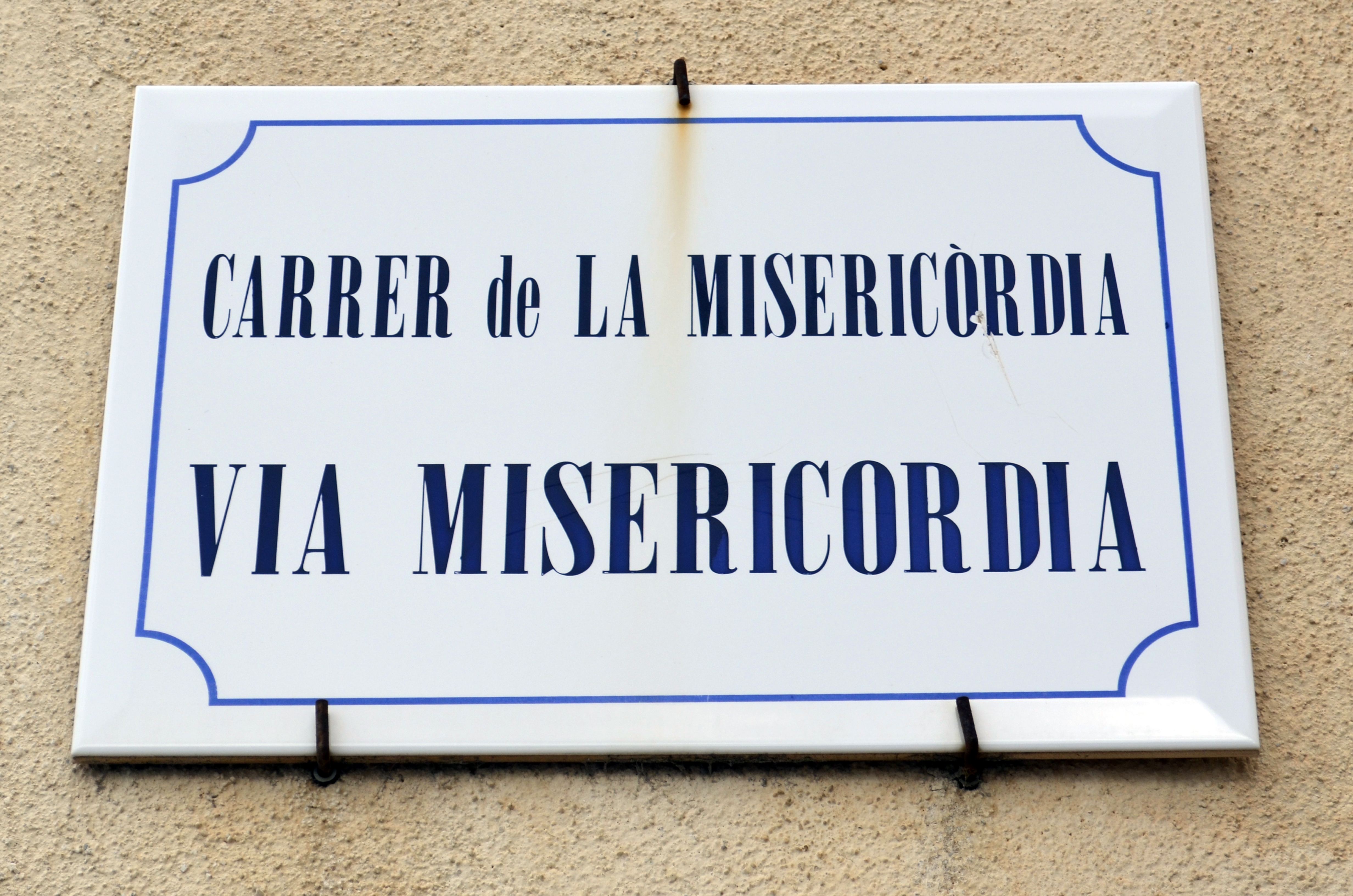
Katalán és olasz nev egy utcatáblán az óvárosban

Algheróban a szárd és olasz mellett, a katalán nyelv helyi dialektusát, az algheresét is beszélik. A katalán Szardínia hivatalos nyelve volt a 17. századig, ezt követően a spanyol majd később az olasz vált hivatalos nyelvvé. A legújabb nyelvészeti kutatások szerint a helyi lakosság 24%-ának az algherese az anyanyelve, 18.5%-a használja a mindennapokban, 8%-a tanítja a gyerekeinek, míg körülbelül 88%-a a megkérdezetteknek úgy nyilatkozott, hogy többnyire értik az algherese nyelvet, olasz anyanyelvűként. 1997 óta hivatalos nyelv a katalán – a szárd és olasz mellett – Algheróban.
A városiasodás során a környező falvakból bevándorló emberek miatt a katalán és olasz mellett, szárd lett a leginkább beszélt nyelv. Ahogyan történelmileg, úgy manapság is az algherese katalánt kizárólag a városban és vonzáskörzetében beszélik, a sziget többi részén szárdot és olaszt.
Alghero óvárosáról él az az általános vélemény, hogy épületei nagyon hasonlítanak a katalán középkori építészet építményeire. A helyiek – alguereso – városukra gyakran "Barceloneta" (kis Barcelona) néven hivatkoznak. A helyi konyhára az olasz és szárd mellett a katalán konyha is befolyással van.

## Látnivalók

### Régészeti leletek
- Anghelu Ruju Nekropolisza

### Vallási építészet
- Szeplőtelen Fogantatás székesegyház
- Szent Ferenc-templom
- Mihály arkangyal-templom

### Egyebek
- Torre del Portal
- Palazzo D'Albis
- Neptunus-barlang
- Palazzo Carcassona

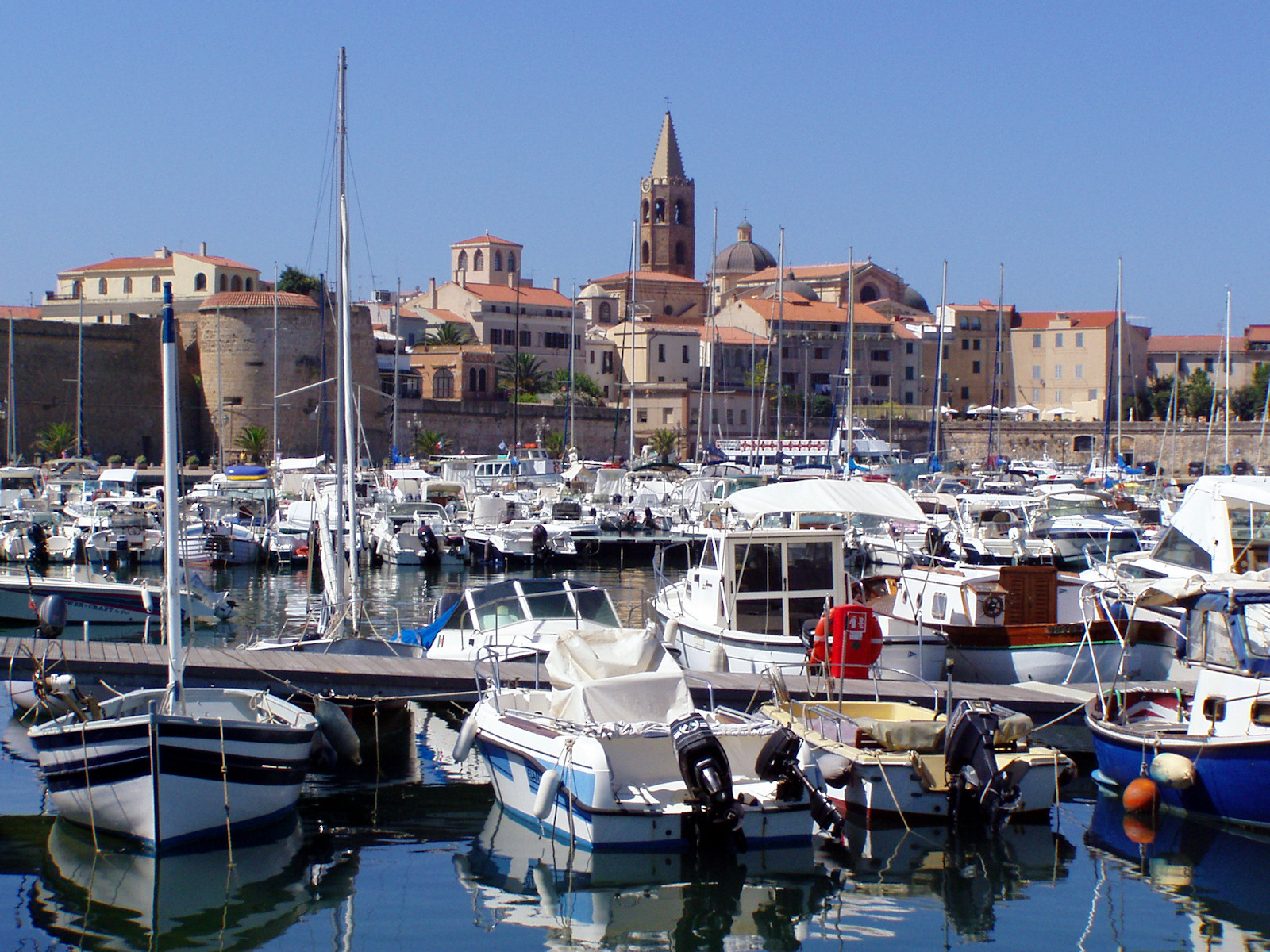
Óváros
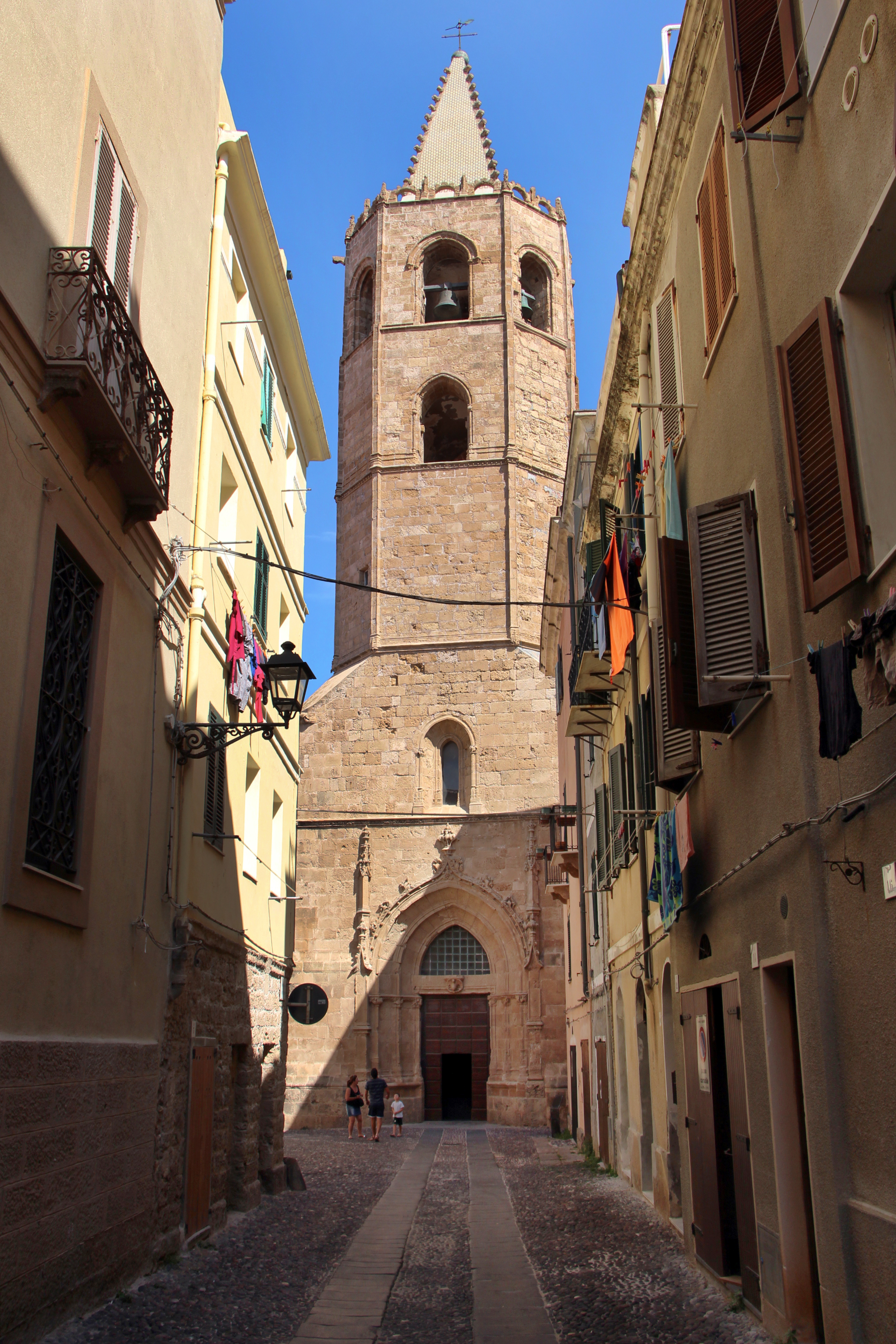
Santa Maria
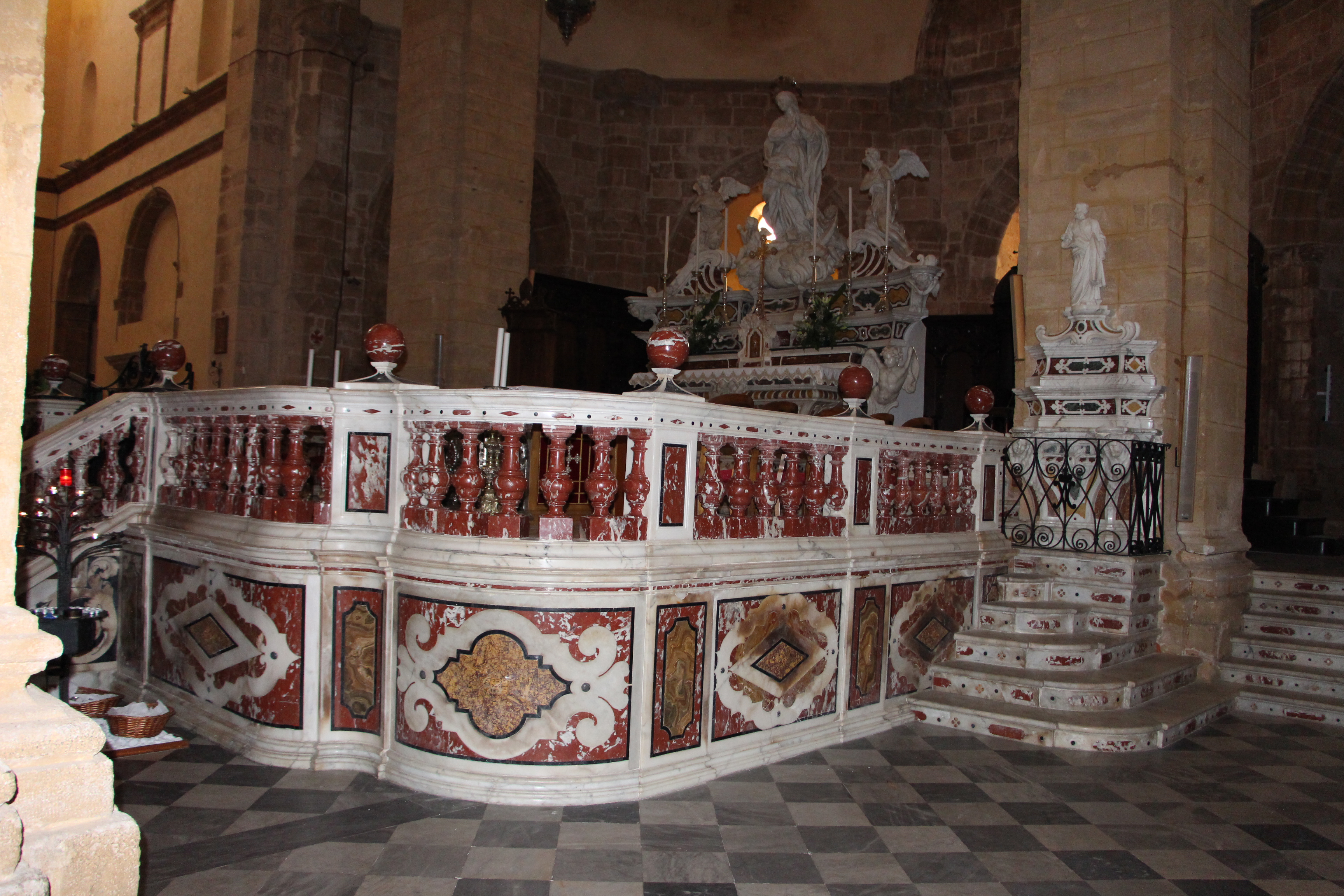
A főoltára 1727-ből
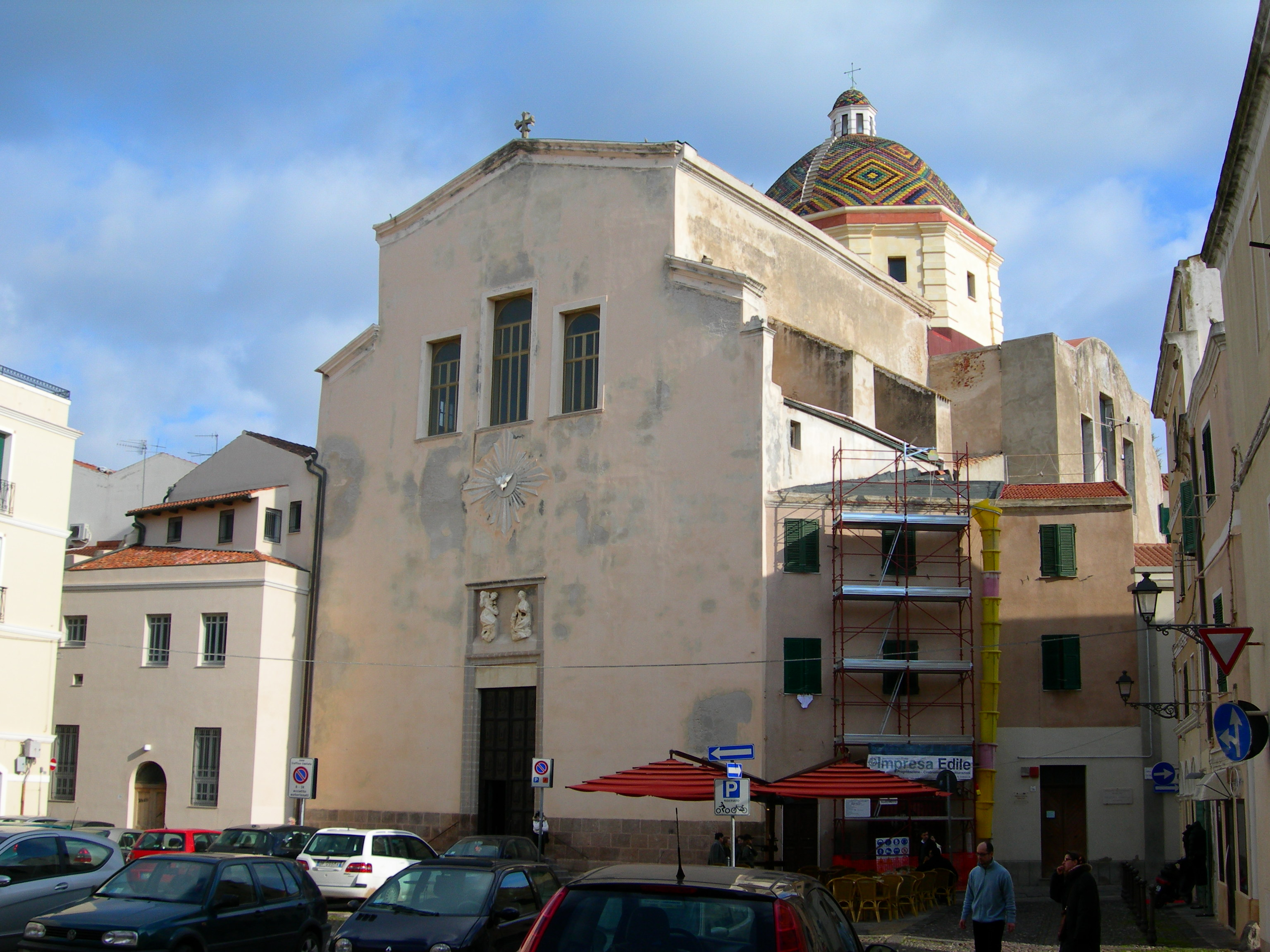
San Michele
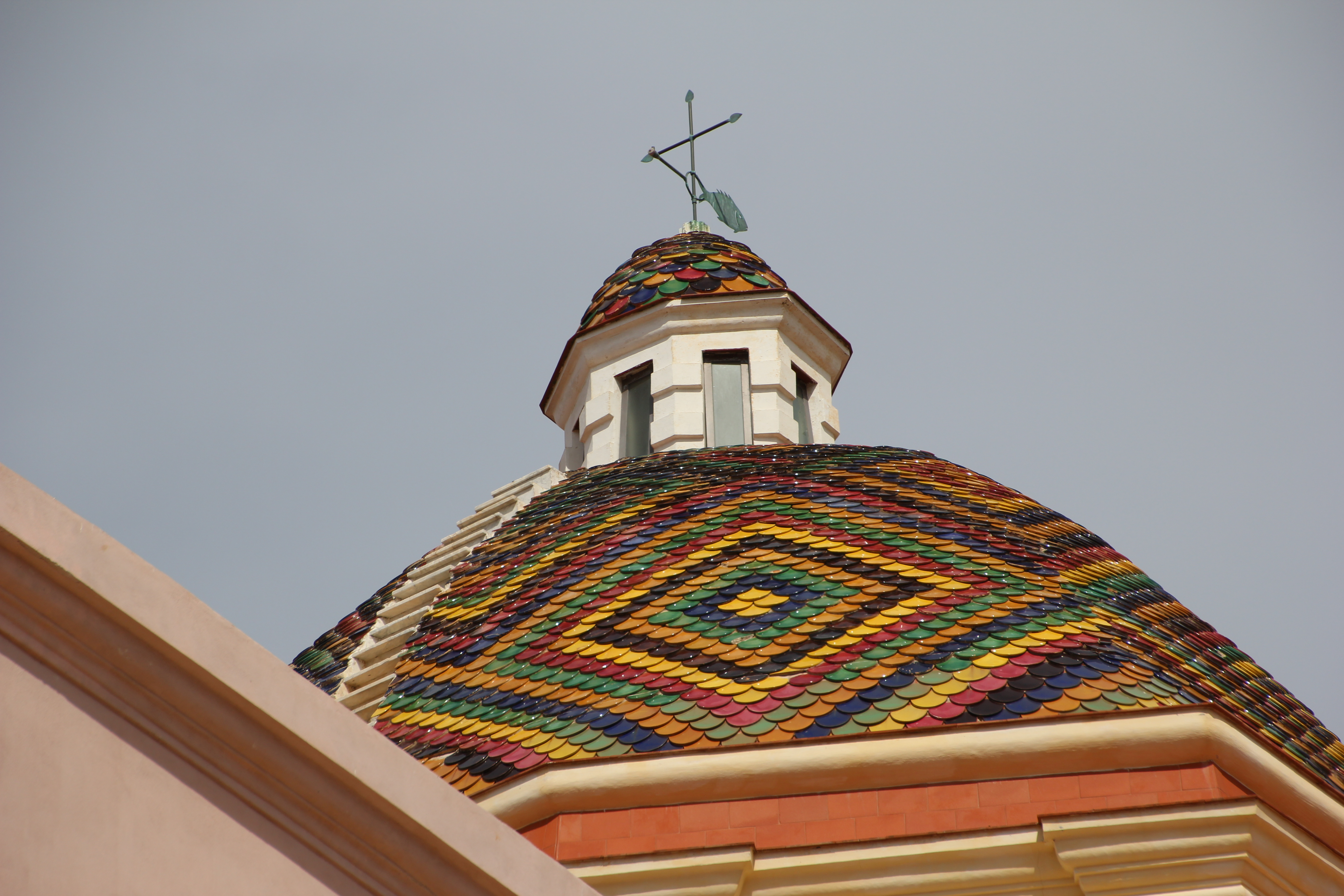
San Michele
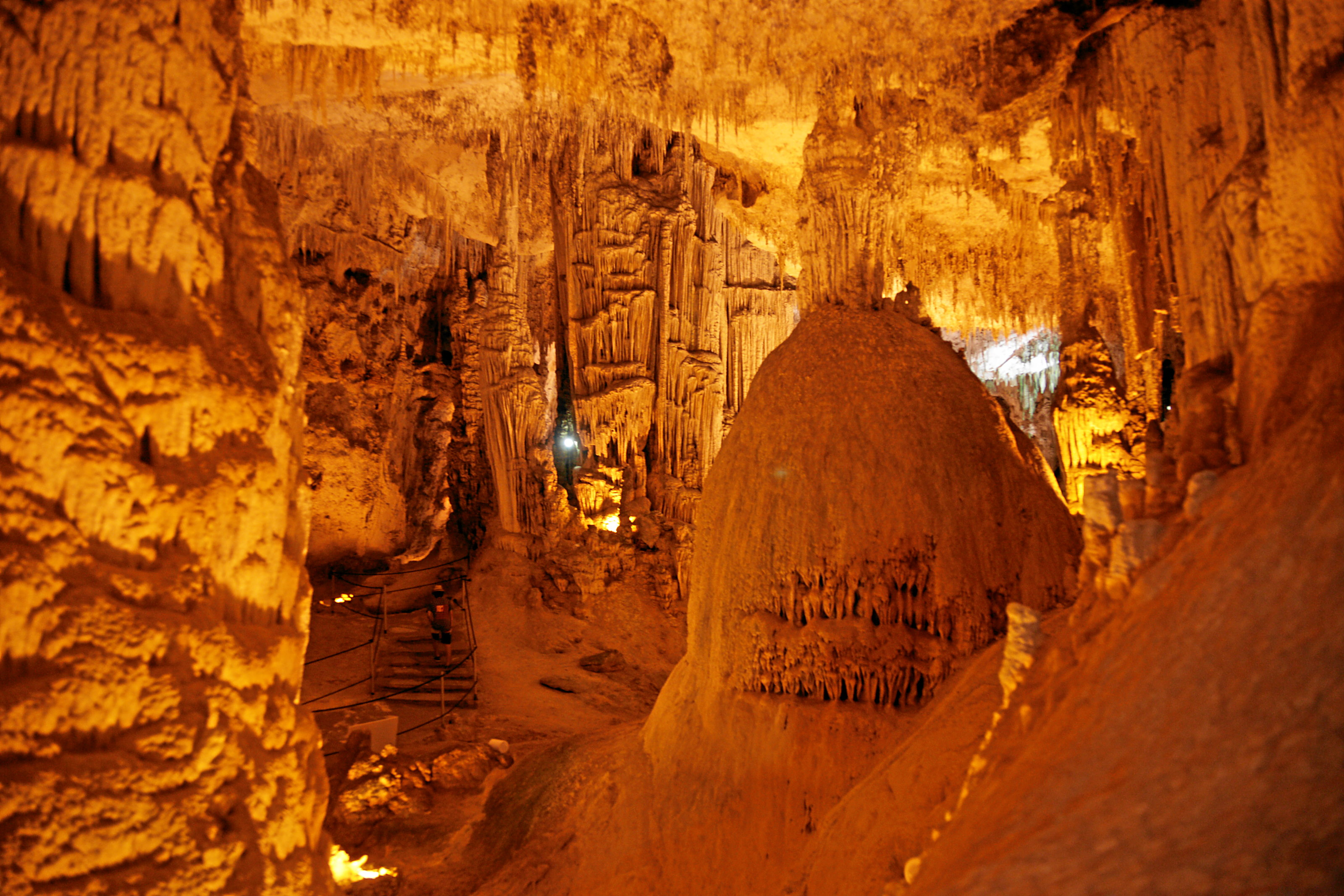
Grotte di Nettuno
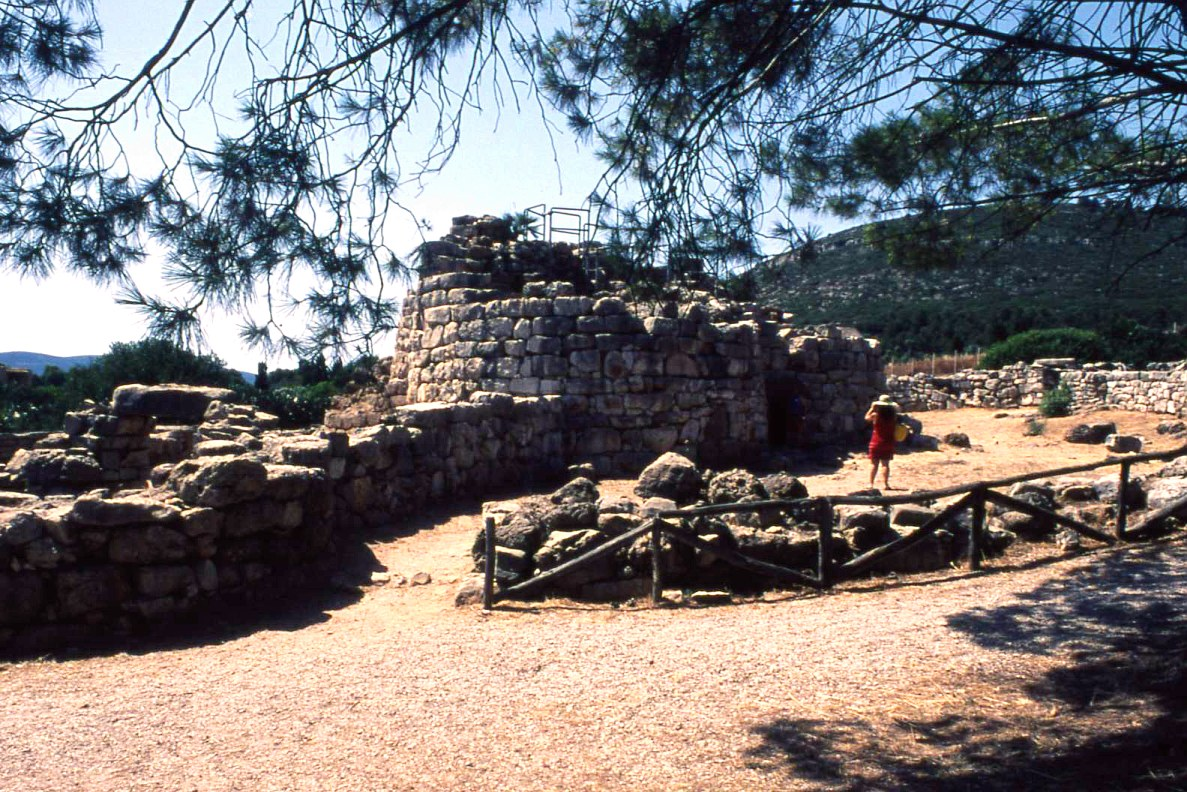
Palmavera
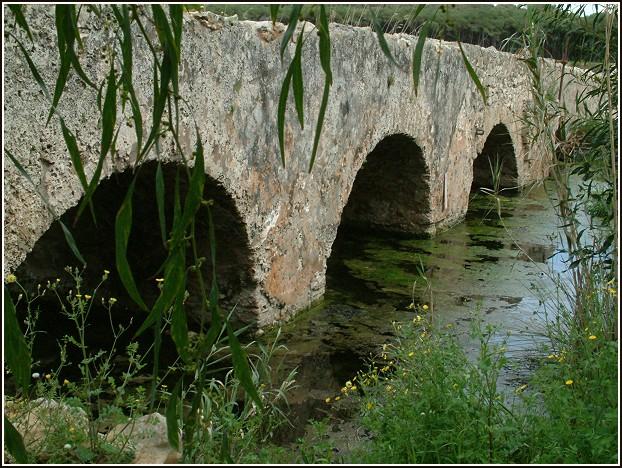
Római híd Fertiliánál
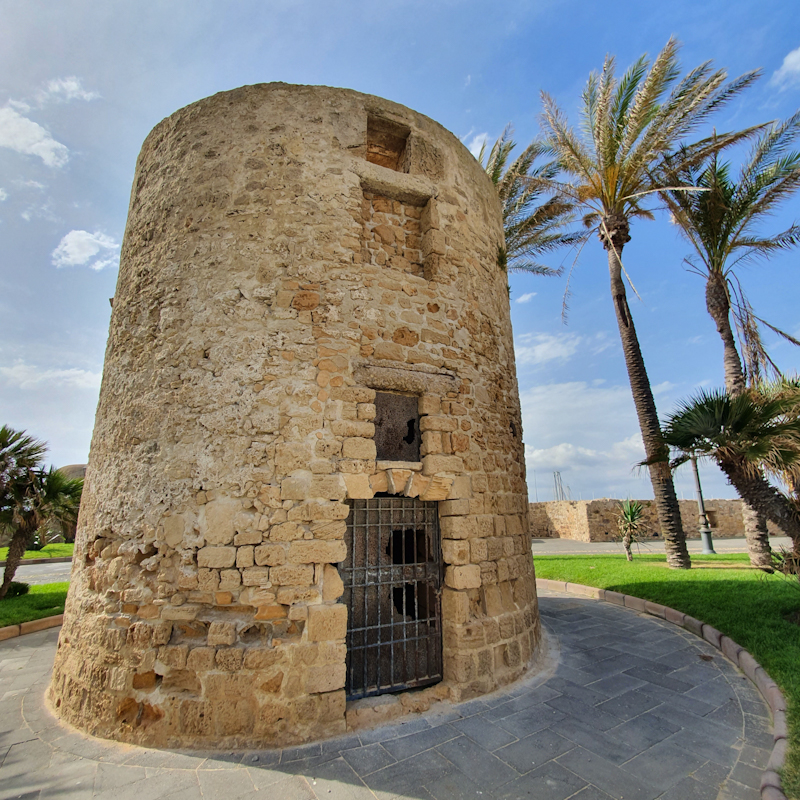
Torre Aragonese (Torre della Polveriera)
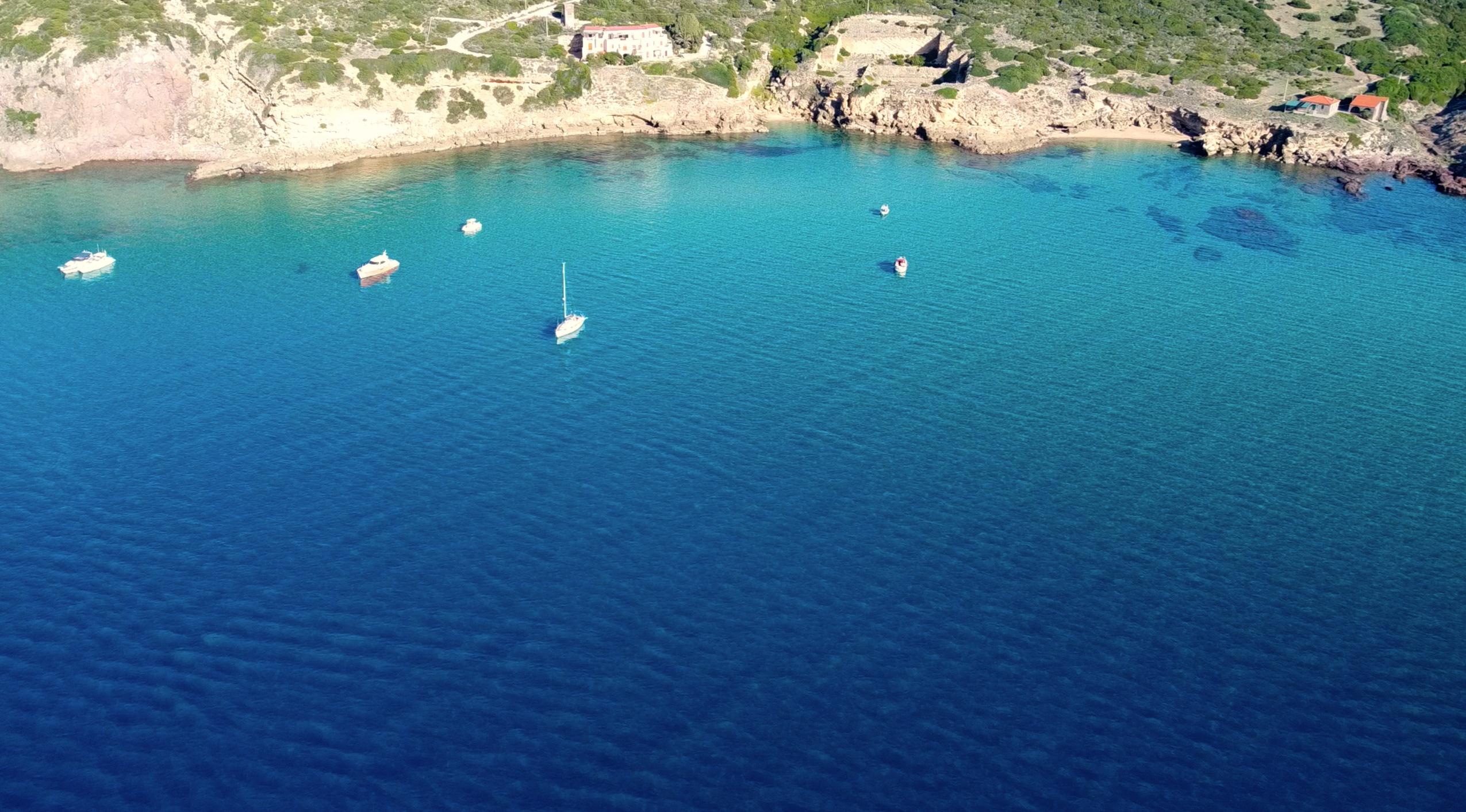
Cala Burantino öböl

## Közlekedés
A városközponton kívül található Alghero Sant’Agostino állomásról vonatjárat indul Sassari felé, ahonnan rendszeresen közlekednek az FdS (Ferrovia della Sardegna) vonatai. A vonal 1988-ig a kikötőből indult. 

## Híres szülöttjei
- Antonello Cuccureddu (1949–) válogatott labdarúgó
- Daniele Giorico (1992–) labdarúgó